# Santa Lucia di Serino
Santa Lucia di Serino er en by i Campania, Italien med 1.383 (2023) indbyggere.